# Erylus goffrileri
Erylus goffrileri är en svampdjursart som beskrevs av Wiedenmayer 1977. Erylus goffrileri ingår i släktet Erylus och familjen Geodiidae.
Artens utbredningsområde är havet kring Bahamas. Inga underarter finns listade i Catalogue of Life.